# Asplenium udzungwense
Asplenium udzungwense là một loài dương xỉ trong họ Aspleniaceae. Loài này được Beentje mô tả khoa học đầu tiên năm 2008.
Danh pháp khoa học của loài này chưa được làm sáng tỏ. 